# August Ferdinand von Arnauld de la Perière
August Ferdinand von Arnauld de la Perière (* 27. März 1786 in Elbing; † 24. Februar 1863 in Schmiedeberg) war ein preußischer Generalleutnant.

## Leben

### Herkunft
August Ferdinand war der Sohn des preußischen Generalmajors Johann Gabriel Arnauld de la Perière (1731–1810) und dessen zweiter Ehefrau Wilhelmine Maria Margarethe Karoline, geborene von Brandt (1759–1796).

### Militärkarriere
Arnauld besuchte die Kadettenhäuser in Kulm und Berlin. Am 26. März 1801 wurde er als Gefreiterkorporal im Infanterieregiment „Kalkreuth“ der Preußischen Armee angestellt. Dort wurde er am 9. April 1803 zum Fähnrich ernannt. Arnauld machte 1806/07 den Feldzug gegen Frankreich mit und kam während dieser Zeit Mitte Dezember 1806 als Sekondeleutnant in das ostpreußische Reservebataillon. Nach der Niederlage Preußens und dem Frieden von Tilsit verblieb er weiterhin aktiv in der Armee und wurde im August 1808 in das Colbergsches Infanterie-Regiment Nr. 9 versetzt. Als Premierleutnant kommandierte man ihn im Juli 1811 zur Dienstleistung beim Generalstab. Im Jahr darauf hierher versetzt, wurde Arnauld am 21. Oktober Stabskapitän und als solcher 1813 in den Stab der 8. Brigade unter Generalleutnant Hünerbein versetzt. Er nahm 1813/15 während der Befreiungskriege an den Kämpfen bei Katzbach, Leipzig, Laon und Waterloo teil. Seine Leistungen wurden dabei durch die Verleihung beider Klassen des Eisernen Kreuzes, dem Orden des Heiligen Wladimir IV. Klasse sowie des Eichenlaubs zum Orden Pour le Mérite gewürdigt.
Als Major wurde Arnauld am 30. März 1818 Bataillonskommandeur im 35. Infanterie-Regiment. Zwei Jahre später folgte seine Versetzung in das 38. Infanterie-Regiment, wo er am 18. Juni 1825 zum Oberstleutnant befördert wurde. Im Dezember 1830 zunächst mit der Führung des 7. Infanterie-Regiments beauftragt, wurde Arnauld am 30. März 1831 Oberst und am 10. Februar 1832 schließlich zum Regimentskommandeur ernannt. Vom 30. März 1837 bis 5. Juli 1843 fungierte er als Kommandeur der 12. Infanterie-Brigade. Zwischenzeitlich am 30. März 1838 zum Generalmajor befördert, folgte anschließend seine Ernennung zum Kommandanten der Festung Cosel, um dann als Generalleutnant am 15. Mai 1845 Kommandant der Festung Glatz zu werden.
Die Stadt Glatz verlieh Arnauld 1848 die Ehrenbürgerwürde. Am 1. August 1849 nahm er mit der gesetzlichen Pension seinen Abschied.
1808/09 widmete er sich im Königsberger Tugendbund der Volksbildung.